# Solowův–Swanův model
Solowův–Swanův model (někdy jen Swanův model) neboli model exogenního růstu je ekonomický model dlouhodobého ekonomického růstu. Pokouší se vysvětlit dlouhodobý ekonomický růst národních ekonomik na základě akumulace kapitálu, nárůstu pracovní síly nebo populace a zvyšování produktivity práce, které je do značné míry poháněno technologickým pokrokem. V zásadě se jedná o agregovanou produkční funkci, často specifikovanou jako funkce Cobbova-Douglasova typu, což modelu umožňuje „navázat kontakt s mikroekonomií“. Model byl vyvinut nezávisle Robertem Solowem a Trevorem Swanem v roce 1956  a nahradil keynesiánský Harrodův–Domarův model.
Matematicky je Solowův–Swanův model nelineární systém vyjádřený jednou obyčejnou diferenciální rovnicí, která modeluje vývoj zásoby kapitálu per capita. Díky svým atraktivním matematickým charakteristikám se Solow–Swan ukázal jako vhodný výchozí bod pro různá rozšíření. Například v roce 1965 David Cass a Tjalling Koopmans integrovali analýzu optimalizace spotřebitele od Franka Ramseyho, čímž vytvořili to, čemu se nyní říká Ramseyův–Cassův–Koopmansův model.